# Eilean Mór
Eilean Mór är en obebodd ö i Storbritannien. Den ligger i riksdelen Skottland, i den nordvästra delen av landet, 600 km nordväst om huvudstaden London. Ön är belägen 4 km från Kilmory.